# José Fernández Arteaga

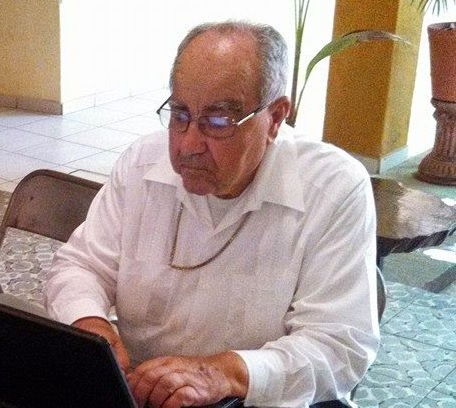
José Fernández Arteaga, 2016

José Fernández Arteaga (* 12. September 1933 in Santa Inés de Barraza, Chihuahua; † 17. Dezember 2021 in Tocumbo, Michoacán) war ein mexikanischer Geistlicher und römisch-katholischer Erzbischof von Chihuahua.

## Leben
José Fernández Arteaga studierte Theologie und Philosophie in Mexiko-Stadt und am Pontificio Seminario Central Mexicano de Nuestra Señora de Guadalupe, dem nach der Guerra Cristera gegründeten Auslandsseminar der mexikanischen Bischofskonferenz in Montezuma (New Mexico). Am 4. April 1957 empfing er die Priesterweihe für das Bistum Tulancingo. Anschließend studierte er an der Päpstlichen Universität Gregoriana in Rom und erwarb das Lizenziat im Fach Kanonisches Recht. Er war Studienpräfekt, Lehrer und Vizeökonom des Diözesanseminars in Tulancingo sowie in der Seelsorge tätig, zuletzt als Wallfahrtspfarrer.
Papst Paul VI. ernannte ihn am 13. Juli 1974 zum Bischof von Apatzingán. Der Apostolische Delegat in Mexiko, Mario Pio Gaspari, spendete ihm am 12. September desselben Jahres die Bischofsweihe; Mitkonsekratoren waren Victorino Alvarez Tena, Bischof von Celaya, und José Abraham Martínez Betancourt, Bischof von Tacámbaro.
Papst Johannes Paul II. ernannte ihn am 8. Februar 1980 zum Bischof von Colima. Am 20. Dezember 1988 wurde er zum Koadjutorerzbischof von Chihuahua ernannt und am 25. Januar des nächsten Jahres in das Amt eingeführt. Mit der Emeritierung Adalberto Almeida y Merinos am 24. Juni 1991 folgte er ihm als Erzbischof von Chihuahua nach.
Papst Johannes Paul II. ernannte ihn zum Mitglied der Kongregation für die Institute geweihten Lebens und für die Gesellschaften apostolischen Lebens.
Am 29. September 2009 nahm Papst Benedikt XVI. sein aus Altersgründen vorgebrachtes Rücktrittsgesuch an.